# خوسيه لويس رودريغيز خيمينيز
خوسيه لويس رودريغيز خيمينيز (بالإسبانية: José Luis Rodríguez Jiménez) هو مؤرخ إسباني، ولد في 1961 في مدريد في إسبانيا.